# Tipula (Pectinotipula) tucumana
Tipula (Pectinotipula) tucumana is een tweevleugelige uit de familie langpootmuggen (Tipulidae). De soort komt voor in het Neotropisch gebied.